# Josef Melin
För prosten med samma namn, se Josef Melin (präst) (1887–1970)
Josef Mattias Melin, född 10 juli 1987 i Ljungarums församling i Jönköping, är en svensk musiker, låtskrivare och musikproducent.
Melin är en av upphovsmännen till Jag är fri (Manne Liem Frije), som Jon Henrik Fjällgren framförde i Melodifestivalen 2015.. Bidraget gick vidare direkt till finalen i Friends Arena
Melin har skrivit och producerat låtar till artister som Arashi, Hey! Say! JUMP, Super Junior, Red Velvet, SHINee, Kis-My-Ft2, Sexy Zone och Johnny's WEST.
Josef Melin tillhör släkten Melin från Västergötland. Han är son till Jonas Melin och Kerstin Melin, född Wittesjö, samt sonson till författaren Margareta Melin som är av släkten Giertz.